# Mandragora hybrida
Mandragora hybrida är en potatisväxtart som beskrevs av Heinrich Carl Haussknecht, Amp; Heldr. och Theodor Heinrich von Heldreich. Mandragora hybrida ingår i släktet Mandragora och familjen potatisväxter. Inga underarter finns listade i Catalogue of Life.